# Asiotmethis jubatus
Asiotmethis jubatus är en insektsart som först beskrevs av Boris Petrovich Uvarov 1926.  Asiotmethis jubatus ingår i släktet Asiotmethis och familjen Pamphagidae. Inga underarter finns listade i Catalogue of Life.